# Acid acetic (dược phẩm)
Axit axetic, mà ở nồng độ thấp được gọi là giấm, có thể được sử dụng như một loại dược phẩm để điều trị một số loại bệnh. Ở dạng thuốc nhỏ tai, chất này có thể được sử dụng cho điều trị nhiễm trùng ống tai.  Ngoài ram chúng cũng có thể được sử dụng với một bấc tai. Ở dạng dung dịch, chất này được sử dụng để làm thông, "xả" bàng quang ở những người có ống thông tiểu, nhằm ngăn ngừa nhiễm trùng hoặc tắc nghẽn khu vực này. Ở dạng gel, chúng có thể được sử dụng để điều chỉnh độ pH của âm đạo. Axit axetic cũng có thể được bôi cho cổ tử cung để giúp phát hiện ung thư cổ tử cung trong quá trình sàng lọc.
Các tác dụng phụ có thể kể đến như bị rát ở vị trí bôi. Phản ứng dị ứng hiếm khi xảy ra. Sử dụng cho bệnh tai không được khuyến cáo ở những người có lỗ ở màng nhĩ. Chúng hoạt động chống lại cả hai tác nhân gây bệnh là vi khuẩn và nấm trong bệnh nhiễm trùng tai ngoài.
Axit axetic đã được sử dụng cho y tế kể từ thời Ai Cập cổ đại.  Nó nằm trong danh sách các thuốc thiết yếu của Tổ chức Y tế Thế giới, tức là nhóm các loại thuốc hiệu quả và an toàn nhất cần thiết trong một hệ thống y tế. Axit axetic có sẵn dưới dạng thuốc gốc. Tại Hoa Kỳ, một đợt điều trị cho tai có chi phí chuẩn bị ít hơn 25 USD. Axit axetic thường được sử dụng cho nhiễm trùng tai ngoài ở các nước đang phát triển hơn là phát triển.